# 마이크로칩 (마블 코믹스)
마이크로칩(영어: Microchip)은 마블 코믹스의 등장인물로, 퍼니셔의 조력자인 해커이다. 마이크로(Micro)라고도 하며, 본명은 데이비드 라이너스 리버먼(David Linus Lieberman).  1987년 11월 《퍼니셔》 2부 4호에 처음 등장했고, 마이크 배런과 클라우스 잰슨이 공동 창작하였다.

## 담당 배우

### TV 드라마
- 퍼니셔(2017) - 에번 모스배크랙

### 영화
- 퍼니셔 2(2008) - 웨인 나이트

## 담당 성우

### TV 애니메이션
- 스파이더맨(1994) - 로버트 액설로드

### 비디오 게임
- 스파이더맨(2000) - 크리스토퍼 코리 스미스